# Seznam zračnih skupin Korpusa mornariške pehote Združenih držav Amerike
Seznam zračnih skupin Korpusa mornariške pehote Združenih držav Amerike.
- 11. marinska zračna skupina (ZDA)
- 12. marinska zračna skupina (ZDA)
- 13. marinska zračna skupina (ZDA)
- 14. marinska zračna skupina (ZDA)
- 16. marinska zračna skupina (ZDA)
- 24. marinska zračna skupina (ZDA)
- 26. marinska zračna skupina (ZDA)
- 28. marinska zračna skupina (ZDA)
- 29. marinska zračna skupina (ZDA)
- 31. marinska zračna skupina (ZDA)
- 36. marinska zračna skupina (ZDA)
- 39. marinska zračna skupina (ZDA)
- 41. marinska zračna skupina (ZDA)
- 42. marinska zračna skupina (ZDA)
- 46. marinska zračna skupina (ZDA)
- 49. marinska zračna skupina (ZDA)